# Lazar Kostić
Lazar Lazo M. Kostić, cyr. Лазар Лазо М. Костић (ur. 15 marca 1897 we Vranovići, zm. 17 stycznia 1979 w Zurychu) – serbski polityk nacjonalistyczny, pisarz, ekonomista i prawnik.

## Życiorys
Był synem prawosławnego duchownego Marko Kosticia i Darinki z d. Petković. W 1918 ukończył liceum w Sremski Karlovci. W tym samym roku został powołany do służby wojskowej w armii austro-węgierskiej, ale z niej zdezerterował. Podjął studia teologiczne na Uniwersytecie Belgradzkim, ale po roku przeniósł się na prawo. W 1921 pracował w biurze statystycznym, w którym zajmował się zagadnieniami demograficznymi. Od 1926 pracował na stanowisku profesora wydziału prawa w Suboticy. W 1937 był jednym z inicjatorów powołania wydziału ekonomii na Uniwersytecie Belgradzkim. 
W czasie inwazji niemieckiej na Jugosławię w kwietniu 1941, Kostić służył w Kragujevacu jako kapitan rezerwy. Po kapitulacji wojsk jugosłowiańskich powrócił do Belgradu i dołączył do proniemieckiego rządu tymczasowego, kierowanego przez Milana Aćimovicia (zwanego oficjalnie Radą Komisarzy). W tym rządzie Kostić odpowiadał za kwestie transportu. Zrezygnował z tego stanowiska w lipcu 1941 i nie podjął współpracy z rządem Milana Nedicia. W październiku 1944, tuż przed wkroczeniem Armii Czerwonej do Belgradu opuścił Serbię. W marcu 1945 był sądzony in absentia za współpracę z okupantem. Od 1945 mieszkał w Wettingen k. Zurychu. Współpracował z American Statistical Association w Waszyngtonie, w 1960 prowadził wykłady na uniwersytecie w Chicago.
W czasie pobytu na emigracji wydał serię książek, w których przedstawiał kontrowersyjne poglądy. Uzasadniał, że bośniaccy Muzułmanie są Serbami, a Serbia w czasie wojny była wolna od przejawów antysemityzmu. Po upadku komunizmu książki Kosticia były wielokrotnie wznawiane, część z nich ukazało się dzięki staraniom Vojislava Šešelja, który był jednym z największych admiratorów twórczości Kosticia.
Zmarł w 1979, pochowany na cmentarzu Seelfeld w Zurychu. W lutym 2011 staraniem rodziny doczesne szczątki Kosticia zostały przeniesione do wsi Gošić k. Kotoru, gdzie obecnie spoczywają.
Był żonaty (zona Zora z d. Baškić), miał czworo dzieci.

## Publikacje
- 1955: Megalomanija jednog malog i neskrupuloznog naroda
- 1957: Sporni predeli Srba i Hrvata
- 1959: Obmane i izvrtanja kao podloga narodnosti: Srpsko-hrvatski odnosi poslednjih godina
- 1960: Ćirilica i srpstvo: Kulturno-politička studija
- 1961: O srpskom karakteru Boke Kotorske
- 1962: Srpska Vojvodina i njene manjine : demografsko-etnografska studija
- 1965: Nove jugoslovenske "narodnosti" : demografsko-etnografska studija
- 1965: Šta su Srbi mislili o Bosni: političko-istorijska studija
- 1967: Etnički odnosi Bosne i Hercegovine
- 1974: Hrvatska zverstva u drugom svetskom ratu: prema izjavama njihovih saveznika
- 1974: Nasilno prisvajanje dubrovačke kulture : kulturno-istorijska i etnopolitička studija
- 1981: The holocaust in the independent state of Croatia: an account based on German, Italian and the other sources
- 1988: Srbi i Jevreji